# Ancien cimetière des Pavillons-sous-Bois
L'ancien cimetière des Pavillons-sous-Bois, est un des deux cimetières de la commune des Pavillons-sous-Bois en Seine-Saint-Denis. Il est situé allée Louis XIV.

## Historique
La ville a été créée en 1905 et ne possédait pas encore de cimetière à cette époque. Les inhumations se faisaient alors au cimetière communal de Bondy.

## Description
Ce cimetière est inscrit dans un rectangle délimité par l'allée de Bougainville, l'avenue Louis XIV, l'avenue Just-Adolphe-Leclerc. À l'ouest, lui est accolé le square des Anciens-Combattants-d'Afrique-du-Nord, le long de la rue Romain-Rolland.
Le carré militaire commémore les victimes de la Seconde Guerre Mondiale.

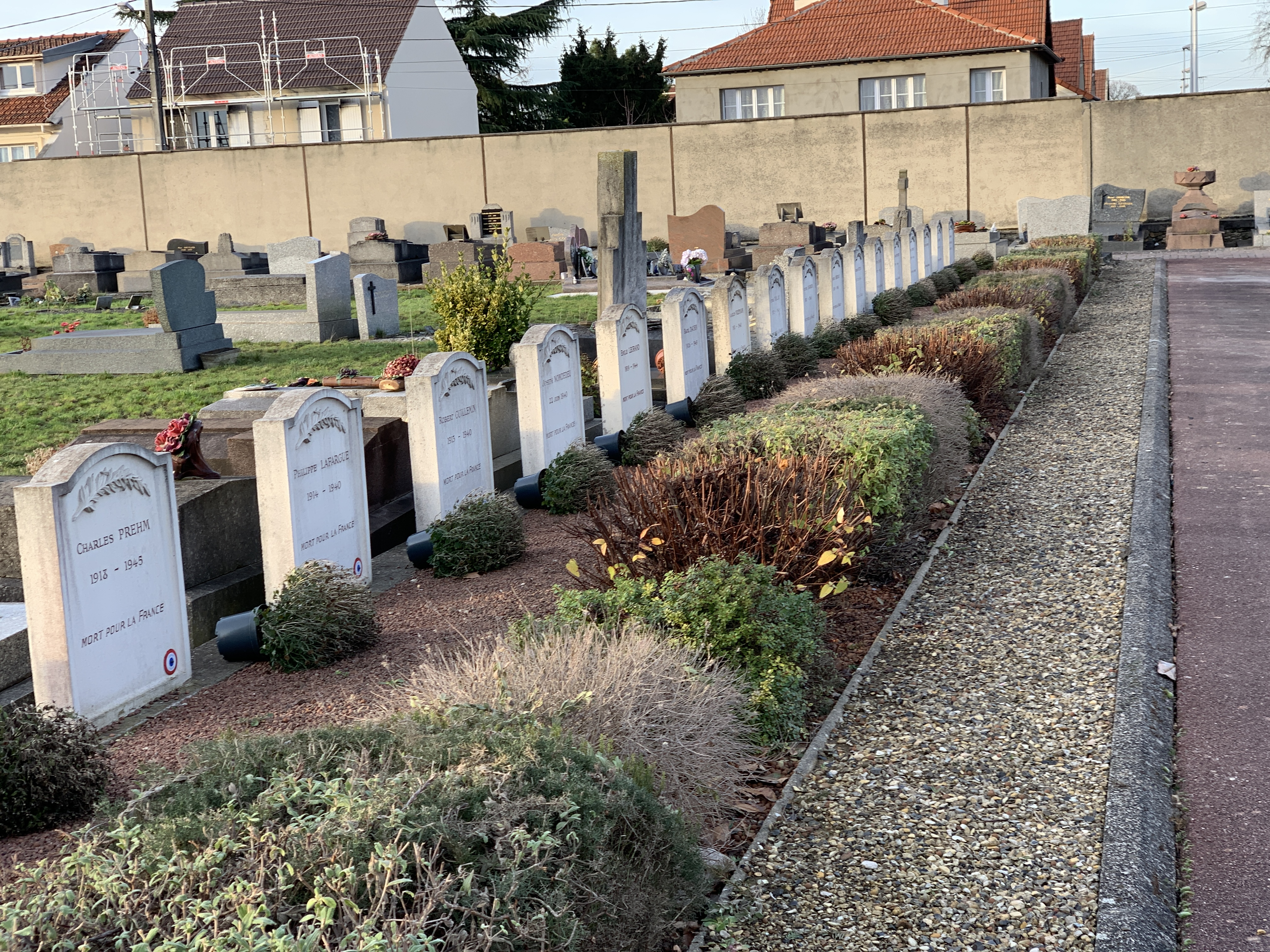
Carré militaire.

Dans le cimetière se trouve un monument aux morts sous lequel une crypte recueille les restes de soldats morts au combat, et rend hommage aux deux cent quatre-vingt-quatorze Pavillonnais morts pour la France.
Il fut tout d'abord installé avenue Aristide-Briand, près du dispensaire, où eut lieu son inauguration le dimanche 2 novembre 1919. Il fut par la suite déplacé dans le cimetière.

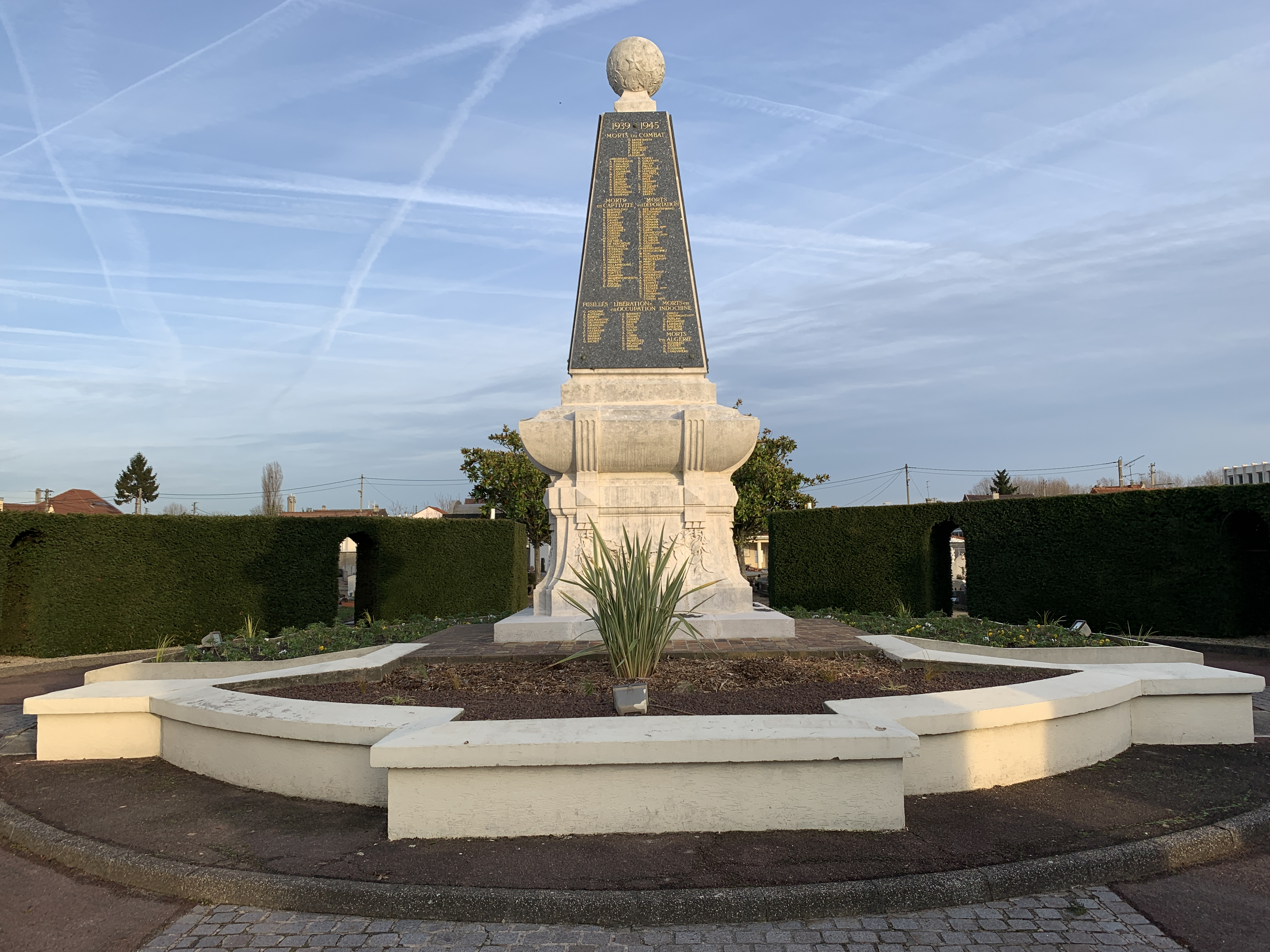
Monument aux morts.
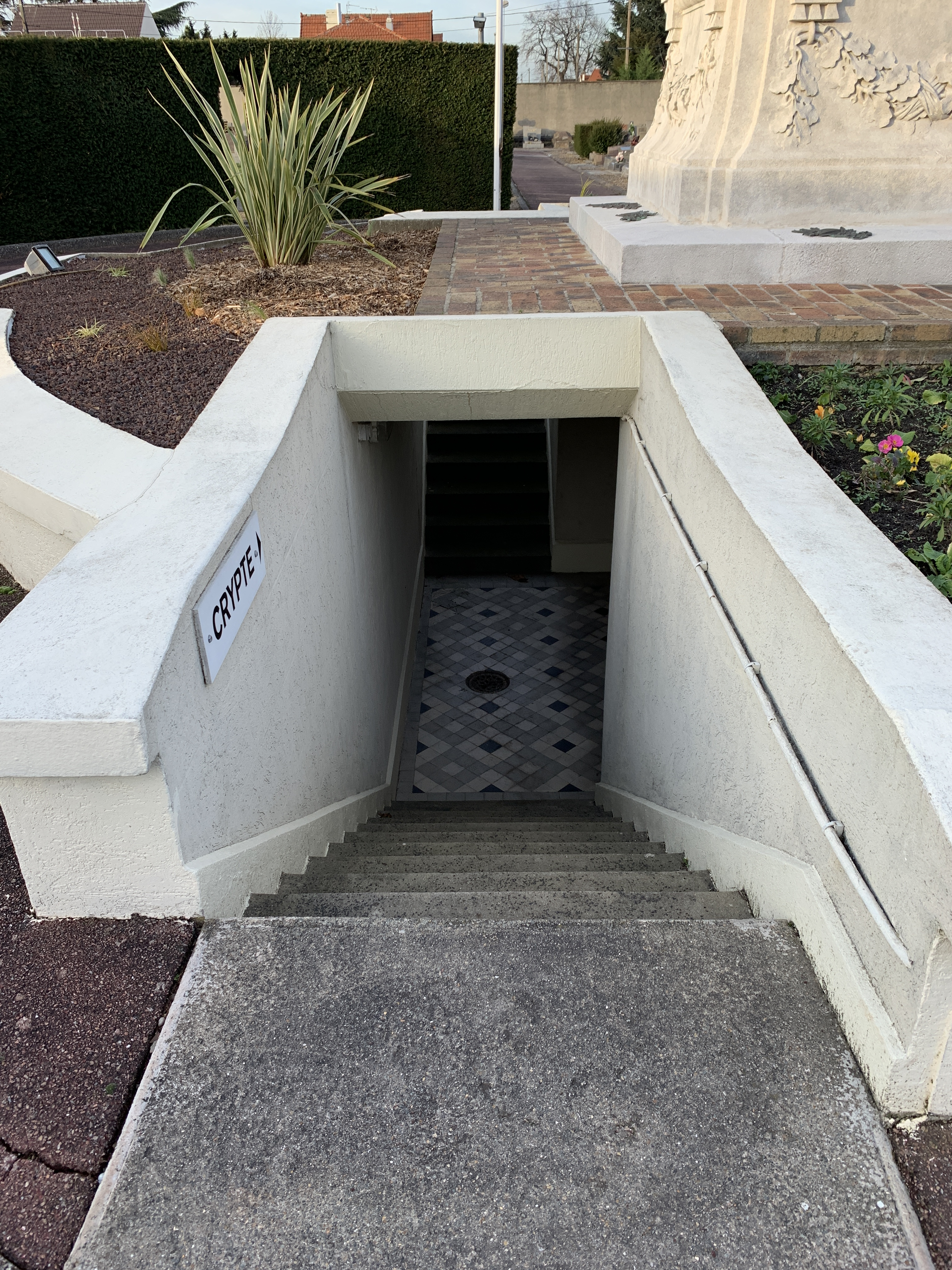
Accès à la crypte.